# 新氏棉藓
新氏棉藓（学名：Plagiothecium shinii）为棉藓科棉藓属下的一个种。

## 扩展阅读
- 維基物種上的相關：新氏棉藓